# Yeysk
Yeysk (em russo: Ейск) é uma cidade no Krai de Krasnodar, Rússia, localizada na costa do Golfo Taganrog do Mar de Azov. A cidade foi construída principalmente ao longo da Ponta de Yeysk, uma formação arenosa que separa o rio Yeya do Mar de Azov. A população estimada de Yeysk em 2020 era de 83.094.. A municipalidade é notória pelo seu porto e por seus resorts.

## História
Os primeiros sinais de habitação humana permanente se dão no século XIV, quando nesta área é fundada uma colônia genovesa com um porto chamado Balzimachi (ou Bacinaci), que é mencionado no livro Pratica della mercatura, do banqueiro florentino Francesco Balducci Pegolotti.
No "Atlas de Tsutsiev", consta a menção de um ponto habitado chamado Yeyskoye na cabeceira da baía de Yeya para 1763-1785 e outro ponto habitado chamado Yeysk um pouco ao sul do local atual de 1829-1839.
Em 1783 esteve envolvido na Revolta de Kuban Nogai. A cidade foi fundada em 1848 pelo príncipe Mikhail Semyonovich Vorontsov de acordo com uma ordem real do czar da Rússia.